# Diócesis de Isangi
La diócesis de Isangi (en latín: Dioecesis Isangiensis y en francés: Diocèse de Isangi) es una circunscripción eclesiástica de la Iglesia católica en la República Democrática del Congo. Se trata de una diócesis latina, sufragánea de la arquidiócesis de Kisangani. Desde el 2 de abril de 2016 su obispo es Dieudonné Madrapile Tanzi.

## Territorio y organización
La diócesis tiene 50 000 km² y extiende su jurisdicción sobre los fieles católicos de rito latino residentes en parte de los territorios de Yahuma, Isangi, Opala y Basoko en la provincia de Tshopo.
La sede de la diócesis se encuentra en la ciudad de Isangi, en donde se halla la Catedral de Santa María Mediatriz.
En 2021 en la diócesis existían 10 parroquias.

## Historia
La prefectura apostólica de Isangi fue erigida el 14 de junio de 1951 con la bula Enascentium inter del papa Pío XII, obteniendo el territorio de los vicariatos apostólicos de Basankusu (hoy diócesis de Basankusu), de Coquilhatville (hoy arquidiócesis de Mbandaka-Bikoro), de Lisala (hoy diócesis de Lisala) y de Stanley-ville (hoy arquidiócesis de Kisangani).
El 2 de julio de 1962 la prefectura apostólica fue elevada a diócesis con la bula Decessorum Nostrorum del papa Juan XXIII.

## Estadísticas
Según el Anuario Pontificio 2022 la diócesis tenía a fines de 2021 un total de 118 545 fieles bautizados.
| Año                                                                             | Población            | Población | Población      | Sacerdotes | Sacerdotes    | Sacerdotes    | Bautizados por sacerdote | Diáconos permanentes | Religiosos | Religiosos | Parroquias |
| Año                                                                             | Bautizados católicos | Total     | % de católicos | Total      | Clero secular | Clero regular | Bautizados por sacerdote | Diáconos permanentes | Varones    | Mujeres    | Parroquias |
| ------------------------------------------------------------------------------- | -------------------- | --------- | -------------- | ---------- | ------------- | ------------- | ------------------------ | -------------------- | ---------- | ---------- | ---------- |
| 1970                                                                            | 41 009               | 250 000   | 16.4           | 19         |               | 19            | 2158                     |                      | 22         | 19         |            |
| 1980                                                                            | 55 219               | 361 000   | 15.3           | 18         | 1             | 17            | 3067                     |                      | 21         | 21         |            |
| 1990                                                                            | 80 094               | 471 000   | 17.0           | 20         | 4             | 16            | 4004                     |                      | 25         | 25         |            |
| 1997                                                                            | 100 086              | 630 700   | 15.9           | 18         | 7             | 11            | 5560                     |                      | 24         | 11         | 10         |
| 2003                                                                            | 100 000              | 700 000   | 14.3           | 11         | 5             | 6             | 9090                     |                      | 11         | 14         | 10         |
| 2004                                                                            | 57 510               | 700 000   | 8.2            | 12         | 5             | 7             | 4792                     |                      | 8          | 8          | 10         |
| 2006                                                                            | 100 881              | 720 634   | 14.0           | 13         | 6             | 7             | 7760                     |                      | 12         | 9          | 10         |
| 2013                                                                            | 116 000              | 836 000   | 13.9           | 19         | 17            | 2             | 6105                     |                      | 5          | 7          | 10         |
| 2016                                                                            | 120 000              | 904 640   | 13.3           | 21         | 18            | 3             | 5714                     |                      | 7          | 10         | 10         |
| 2019                                                                            | 133 725              | 1 014 472 | 13.2           | 26         | 22            | 4             | 5143                     |                      | 8          | 8          | 10         |
| 2021                                                                            | 118 545              | 1 024 000 | 11.6           | 27         | 23            | 4             | 4390                     |                      | 8          | 7          | 10         |
| Fuente: Catholic-Hierarchy, que a su vez toma los datos del Anuario Pontificio. |                      |           |                |            |               |               |                          |                      |            |            |            |

## Episcopologio
- Lodewijk Antoon Jansen, S.M.M. † (10 de enero de 1952-20 de abril de 1988 falleció)
- Louis Mbwôl-Mpasi, O.M.I. (1 de septiembre de 1988-20 de mayo de 1997 nombrado obispo de Idiofa)
  - Sede vacante (1997-2000)
- Camille Lembi Zaneli † (2 de junio de 2000-8 de julio de 2011 falleció)
  - Sede vacante (2011-2016)[nota 1]
- Dieudonné Madrapile Tanzi, desde el 2 de abril de 2016